# Rafael Márquez Ojea
Rafael Márquez Ojea   (16 d'agost de 1972) és un empresari d'hipòdroms, advocat i exfutbolista gallec, que ocupava la posició de porter. La campanya 95/96 va formar part del Rayo Vallecano, però no hi va arribar a debutar a primera divisió, com tampoc dos anys més tard al Racing de Santander. En la temporada 98/99 va fer de suplent amb el CD Numancia i en la campanya posterior amb el CD Toledo, ambdós a la categoria d'argent. També va militar a la Gimnástica de Torrelavega, al Tomelloso CF i a la UD San Sebastián de los Reyes de Segona Divisió B.